# باول إليوت
باول إليوت (بالإنجليزية: Paul Elliott)‏ هو موظف مدني وسياسي أسترالي، ولد في 24 سبتمبر 1954 في أستراليا. حزبياً، نشط في حزب العمال الأسترالي. وقد انتخب عضو مجلس النواب الأسترالي عن دائرة Division of Parramatta ‏ (24 مارس 1990 – 2 مارس 1996).